# Vulcano Akutan
Il Vulcano Akutan è uno stratovulcano che occupa la parte occidentale dell'omonima isola, nelle Aleutine.
La sommità del vulcano è caratterizzata da un'ampia caldera di circa 2 km di diametro e profonda fino a 365 metri rispetto al suo bordo. Al suo interno è presente un piccolo lago, le cui temperature arrivano fino a 50 °C, e un cono di scorie alto circa 200 m. che rappresenta l'attuale bocca eruttiva del vulcano.